# 赫尔穆特·罗勒德尔
赫尔穆特·罗勒德尔（德語：Helmut Roleder，1953年10月9日—），德国前男子足球运动员，场上位置是守门员。他曾代表西德参加1984年欧洲足球锦标赛，结果队伍止步小组赛阶段。